# Philaeus chrysops
Espèce
Philaeus chrysops, la Saltique sanguinolente, est une espèce d'araignées aranéomorphes de la famille des Salticidae.

## Distribution
Cette espèce se rencontre en zone paléarctique.

## Description
Les mâles mesurent de 5,4 à 9,5 mm et les femelles de 7,1 à 9,7 mm.

Philaeus chrysops
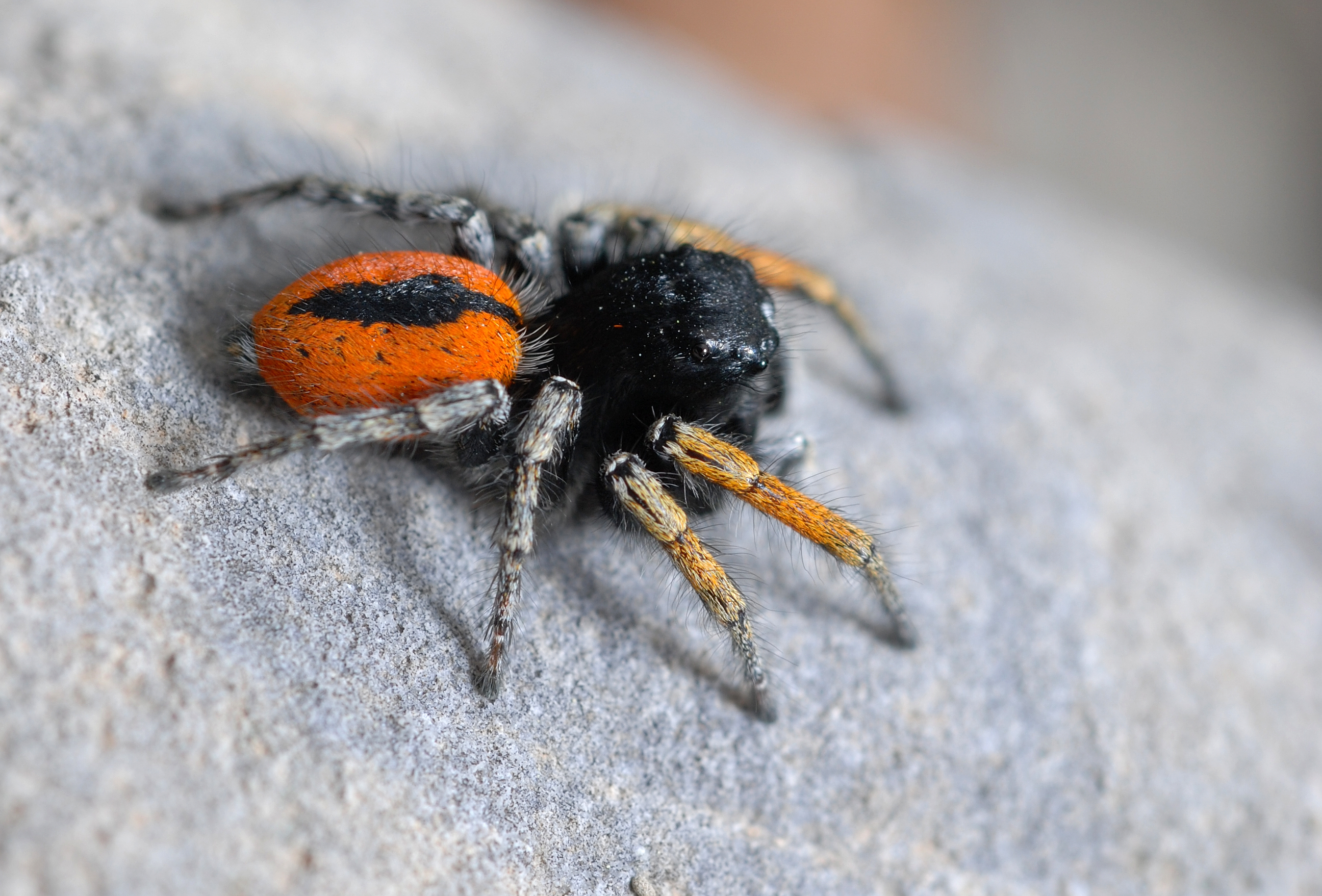
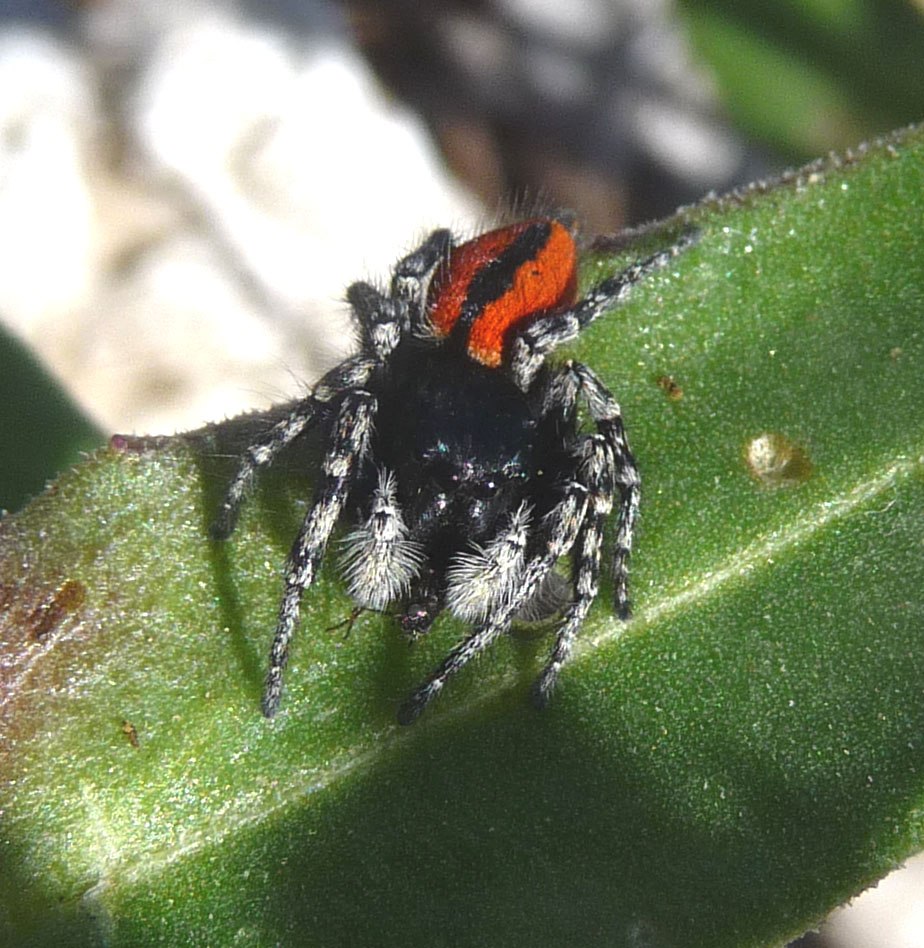
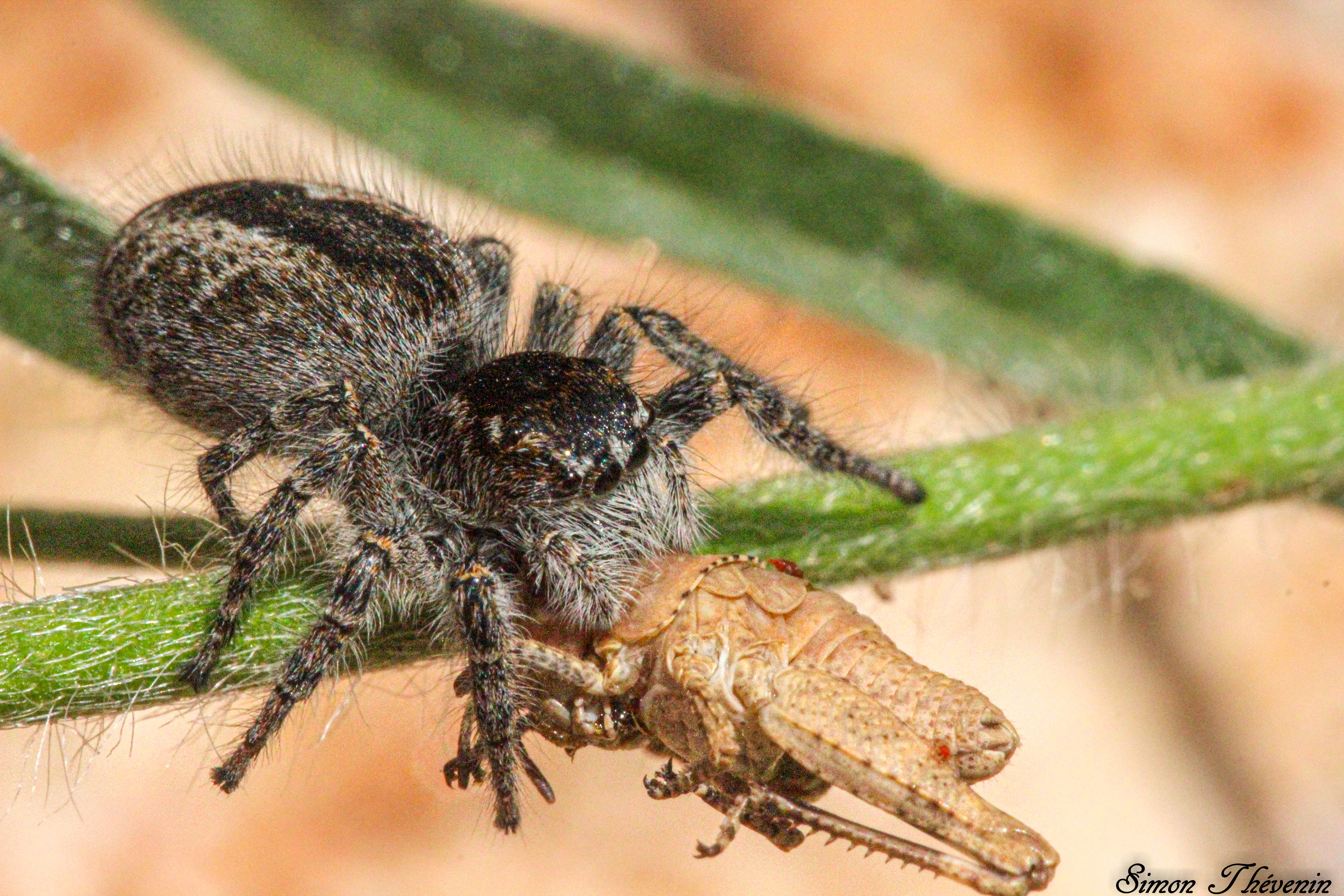
Femelle prédatant un criquet juvénile.

## Publication originale
- Poda, 1761 : Insecta Musei Graecensis, quae in ordines, genera et species juxta systema naturae Caroli Linnaei. Graecii, p. 1-127.

## Synonymes
Selon GBIF (4 janvier 2022) :
- Aranea chrysops Poda, 1761
- Dendryphantes albovariegatus Simon, 1868[4]
- Dendryphantes lanipes C.L.Koch, 1846[4]
- Philaeus albovariegatus (Simon, 1868)[4]
- Philaeus bilineatus (Walckenaer, 1825)[4]
- Philaeus lanipes (C.L.Koch, 1846)[4]

Selon World Spider Catalog (6 janvier 2022) :
- Aranea chrysops Poda, 1761
- Aranea sloanii Scopoli, 1763
- Aranea catesbaei Scopoli, 1763
- Aranea sanguinolenta Linnaeus, 1767
- Attus bilineatus Walckenaer, 1826
- Dendryphantes lanipes C. L. Koch, 1846
- Philia haemorrhoica C. L. Koch, 1846
- Dendryphantes dorsatus C. L. Koch, 1846
- Dendryphantes xanthomelas C. L. Koch, 1846
- Dendryphantes leucomelas C. L. Koch, 1846
- Salticus erythrogaster Lucas, 1846
- Salticus cirtanus Lucas, 1846
- Philia setigera Doleschall, 1852
- Dendryphantes albovariegatus Simon, 1868
- Attus nervosus Simon, 1868
- Dendryphantes nigriceps Simon, 1868
- Attus bimaculatus Canestrini & Pavesi, 1870